# Sophie Cottin
Pour les articles homonymes, voir Cottin.
Sophie Cottin, née Marie Risteau le 22 mars 1770 à Paris et morte le 25 août 1807 à Paris est une écrivaine française.

## Biographie
[style à revoir]
Sophie Risteau est la fille d’Anne Suzanne Lecourt et de Jacques François Risteau, ancien directeur de la compagnie des Indes, négociant à Bordeaux. Elle naît à Paris et est élevée à Tonneins chez son oncle Jean Baptiste Venes, puis à Bordeaux. La famille protestante, substitue le prénom de Sophie à celui de Marie, sans doute trop catholique. Son éducation est façonnée par une mère éprise de littérature et d’art et la jeune Sophie Risteau partage aisément cette passion. Elle est douée d’un caractère réfléchi, d’une âme tendre et mélancolique. Sophie Risteau accorda de bonne heure sa préférence aux pensées graves sur les affaires futiles. Sa conversation avait plus de solidité que d’éclat ; et comme d’ailleurs elle ne recherchait nullement les suffrages du monde, rien ne faisait soupçonner en elle ces dispositions brillantes et cette imagination si vive qui devaient se révéler plus tard dans son œuvre.
Elle se marie à Paris, le 16 mai 1789, à l’âge de 19 ans au jeune Jean Paul Marie Cottin, riche banquier de Paris, qui quitta Bordeaux pour venir habiter un luxueux hôtel de la capitale, rue du Mont-Blanc. L’accomplissement de ses devoirs, les soins de sa maison l’empêchèrent d’abord de se livrer à son goût naturel, mais loin d’éblouir Sophie Cottin, le tourbillon du monde n’entraîna pas son jeune âge. Au milieu de la société brillante qui l’entourait, elle garda ses goûts simples et modestes et sut apprécier à sa juste valeur les agitations du monde. Recueillie en elle-même, elle trouvait au fond de son cœur des jouissances mille fois plus pures et plus vraies. Ne rompant pas absolument avec le monde, elle sacrifiait volontiers ses goûts à ses devoirs en se partageant entre l’étude et les rapports de société. Son instinctive charité, son inépuisable sollicitude pour le malheur, que le hasard d’une grande fortune lui permettait de satisfaire à tout instant et sans réserve la rattachait surtout aux choses du dehors.
Trois ans après, le 13 septembre 1793, au plus fort de la Révolution, Jean Paul Marie Cottin éprouva un tel saisissement d’avoir été dénoncé au club des Jacobins comme aristocrate que ceux qui vinrent pour l’arrêter, le lendemain matin, le trouvèrent mort dans son lit. Sophie Cottin restait veuve à 23 ans et, de plus, à peu près ruinée ; la Révolution avait mis le désordre dans les affaires de son mari, et elle avait versé, en vain, une partie de sa fortune, à Fouquier-Tinville, président du Tribunal révolutionnaire, pour tenter de sauver deux membres de sa famille de l’échafaud. Après liquidation, elle eut tout juste de quoi vivre à Champlan, dans la vallée d’Orsay.
C'est dans cette maison qu’elle aura le courage de cacher Vincent-Marie de Vaublanc, qui avait été condamné à mort par contumace le 25 vendémiaire an IV, en tant que chef de la section royaliste du Faubourg Poissonnière, par amitié pour Jean-Baptiste-Marie-François Bresson et sa femme :

« Je trouvai encore mon digne ami, le généreux M. Bresson. Il me conduisit chez lui, et de là à la campagne, chez madame Cottin, dont sa femme était l’amie. J’y reçus la plus généreuse hospitalité. »

La mort imprévue de son mari détermina tout à fait de la destinée de Sophie Cottin. La coïncidence de ce deuil avec les évènements politiques du moment ne fit qu’accroître l’aversion de Sophie Cottin pour le monde et son goût naturel pour la retraite. Son caractère, habituellement triste et rêveur, emprunta de son affliction même une teinte encore plus mélancolique et pleine de charme. À peine âgée de 20 ans, elle en était à ne plus poursuivre l’apaisement de ses chagrins que dans l’amitié et l’étude. Privée, par un accident particulier à sa santé, d’enfants, et ne pouvant devenir mère, elle préféra s’isoler dans le deuil du veuvage plutôt que de se remarier.
Un modique revenu suffisait à ses simples besoins. Jusque-là Sophie Cottin n’avait guère eu l’idée de produire des ouvrages en public, et semblait même pressentir assez peu son talent. Elle se contentait d’épancher en secret les trésors de son imagination et de sa sensibilité ; jetant çà et là sur le papier avec une grande facilité naturelle, et pour le seul besoin de son cœur, ses pensées de jeune femme. Ses amis et sa famille même ignoraient ces prémisses du talent que dissimulait sa modestie. Comme elle dédaignait l’occasion de faire briller son esprit, et n’éclatait jamais en saillies vives et abondantes, on la jugeait une femme admirablement simple et sensée, mais rien de plus, et sans apercevoir, sous son simplicité apparente, les germes efflorescents d’une riche organisation.
Une circonstance peu importante révéla tout à coup son mérite ignoré. Sophie Cottin entretenait avec une de ses cousines une correspondance suivie dans laquelle elle déployait sans effort, et au courant de la plume, tous les charmes de son imagination, toute l’éloquence de son cœur. Cette cousine avait été naturellement frappée à la lecture des lettres de sa jeune parente dont elle avait obtenu la communication de quelques manuscrits. Arrivée à Paris, et surprise de voir que de si brillantes facultés restaient méconnues, elle donna sans peine les preuves de sa vive et juste admiration. Mais ceci n’altéra pas la pudique réserve de Sophie Cottin qui n’ambitionnait que de plaire à ceux qui l’entouraient. Le public l’effarouchant, elle résista longtemps aux plus instantes sollicitations avant de céder à une publicité dont elle n’ignorait pas les dangers en franchissant le cercle étroit de l’intimité pour affronter le plein jour.
De premières et secrètes esquisses, des fragments, des essais divers, avaient mis Sophie Cottin sur la trace définitive du genre qui l’attirait plus spécialement. Le cœur rempli d’idées, ne puisant à d’autre source qu’elle-même, écrivant avec facilité et abandon, son rôle fut tout d’abord d’exprimer des sentiments naturels, sincères, vifs, profonds, jaillissants. Le pathétique vrai et plein d’ardeur animant ses ouvrages émane de cette intime fusion de la mélancolie, de la vertu et de l’amour, éléments simples, mis en œuvre naturellement et presque sans art.
Une bonne action fut l’occasion pour Sophie Cottin d’exprimer enfin un talent qu’elle ignorait encore lorsqu’un de ses amis, par suite des événements de l’époque et de quelques revers particuliers, fut proscrit. Les ressources pécuniaires de Sophie Cottin étaient alors peu étendues, mais, en quelques semaines, celle-ci écrivit Claire d'Albe, créé sous l’impression en quelque sorte d’un récit confidentiel, et écrit tout d’un trait, en moins de quinze jours, sans retouche ni hésitation, publié sans nom d’auteur en 1798. Le produit de ce roman fut consacré à soulager l’infortune de son ami obligé de quitter la France.
Sophie Cottin a relaté les circonstances qui donnèrent lieu à ce premier ouvrage : « Le dégoût, le danger ou l’effroi du monde, dit-elle, ayant fait naître en moi le besoin de me retirer dans un monde idéal, déjà j’embrassais un vaste plan qui devait m’y retenir longtemps, lorsqu’une circonstance imprévue, m’arrachant à ma solitude et à mes amis, me transporta sur les bords de la Seine, aux environs de Rouen, dans une superbe campagne, au milieu d’une société nombreuse. Ce n’est pas là que je pouvais travailler, je le savais : aussi avais-je laissé derrière moi tous mes essais. Cependant la beauté de l’habitation, le charme puissant des bois et des eaux, éveillèrent mon imagination et remuèrent mon cœur. Il ne me fallait qu’un mot pour tracer un plan, ce mot fut dit par une personne de la société, etc. » Sa modestie redoutant l’éclat et le bruit, ses ouvrages suivants ne portèrent longtemps d’autre indication que : « par l’auteur de Claire d’Albe ».
Le grand succès de Malvina (1800), composition animée d’une vive sensibilité, et le triomphe encore plus éclatant du roman si vrai, si touchant d’Amélie Mansfield (1802), ne permirent plus à Sophie Cottin de garder le secret sur sa condition d’autrice que les préjugés de son époque regardaient de façon si défavorable. Toutefois, en acceptant le renom d’écrivaine, Sophie Cottin ne répondit jamais aux critiques de ses productions qu’en cherchant à les perfectionner. Néanmoins, bien que joignant à son talent de prosatrice celui de composer des vers agréables, jamais elle ne consentit à imprimer ceux-ci, car elle songeait que quelques bons sentiments pourraient naître de la lecture de ses ouvrages alors qu’elle se serait crue sans excuse de ne chercher qu’une réussite d’amour-propre dans la publication de poésie.

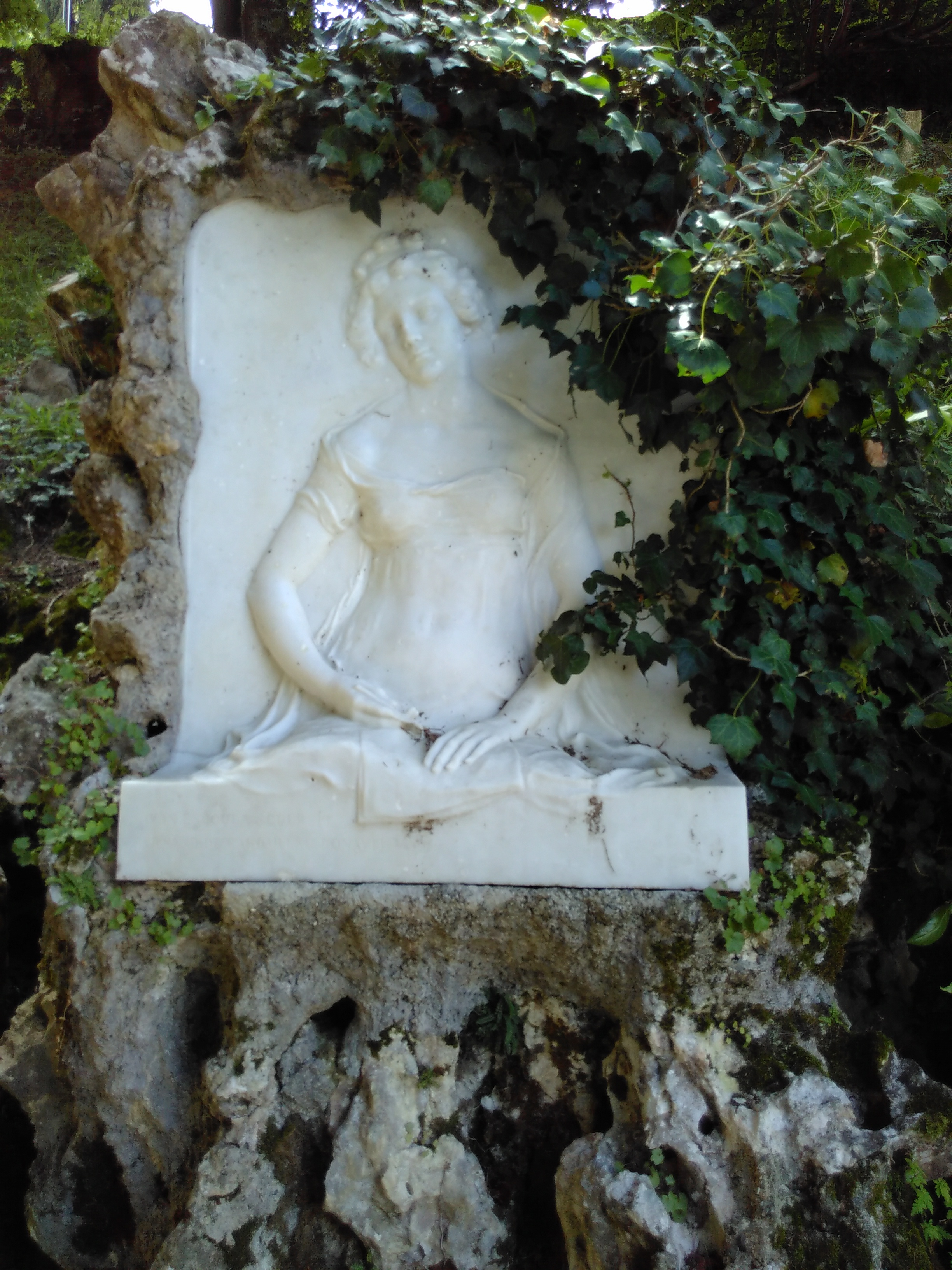
Jean Escoula, Monument à Sophie Cottin (1910), bas-relief en marbre, Bagnères-de-Bigorre.

À Bagnères, en 1803, elle noue une idylle platonique avec le philosophe Azaïs, idylle rompue car elle ne pouvait lui donner de famille, souffrant d’aménorrhée, ce dont elle l’informe par lettre.
Élisabeth ou les Exilés de Sibérie (1806), production la plus touchante peut-être de Sophie Cottin, ajouta encore à sa renommée. Mathilde ou Mémoires tirés de l’histoire des croisades n’était sans doute que le premier essai d’un plus vaste dessein romanesque, mais le terme de ses travaux, et bientôt de ses jours, était déjà marqué. Une maladie mortelle, accompagnée de souffrances de plusieurs mois, vint l’atteindre dans la retraite qu’elle s’était choisie. On a dit qu’une passion ardente et non partagée en aurait été la première cause, peut-être l’amitié de Pierre Hyacinthe Azaïs, qu’elle fréquenta lors de son séjour à Bagnères-de-Bigorre.
Les romans de Sophie Cottin ont eu de nombreuses éditions connu au XIXe siècle. Toujours préoccupée du désir d’être utile, elle avait entrepris un roman sur l’éducation ainsi qu’un ouvrage, resté inachevé, intitulé : la Religion prouvée par le sentiment, qui explique comment, née dans le culte réformé, elle exalta souvent le catholicisme, dont elle se complut à décrire avec enthousiasme les cérémonies et les pratiques.
On joint d’ordinaire aux œuvres de Sophie Cottin un petit poème en prose intitulé la Prise de Jéricho, composé dans l’intervalle d’un roman à l’autre, et d’abord inséré dans le premier volume des Mélanges de Jean-Baptiste Suard. Dans ce récit des aventures de la juive Rahab, Sophie Cottin a tenté d’imiter le langage de la Bible et le style figuré de l’Orient.
Un cancer du sein vint surprendre Sophie Cottin au milieu des projets, des perfectionnements qu’elle ne cessait de méditer. Après trois mois de souffrances aiguës qu'elle supporta avec résignation, elle mourut  à Paris le 25 août 1807, laissant inachevé un roman sur l’éducation, dont elle attendait la seule gloire à laquelle, dans sa pensée, une femme dût prétendre.
Elle est inhumée à Paris au cimetière du Père-Lachaise (39e division). Le 28 août 1910, un bas-relief en marbre dû à Jean Escoula a été inauguré en son honneur à Bagnères-de-Bigorre .

## Composition
Sophie Cottin a puisé au fond de son cœur les éléments essentiels de sa composition, le principe des idées et des sentiments qu’elle a ensuite développé avec charme et vigueur. Méditant beaucoup et observant peu, indifférente à ce qui s’agitait autour d’elle dans le monde, ignorant ou dédaignant les artifices de la société, elle s’est attachée à produire des caractères plus qu’à esquisser des portraits, et rejetant le détail des mœurs, elle s’est enfermée discrètement dans l’analyse psychologique. Son esprit n’était guère frappé par les travers et les ridicules du monde. Elle savait bien plutôt l’art de rendre avec énergie et vérité les sentiments divers qui agitent l’âme en proie à la passion, et de peindre avec sensibilité l’amour surtout montré noyé dans les larmes, enchaîné, brisé par de dures entraves et luttant amèrement contre le malheur, pour en démêler avec tact les changeantes couleurs et jusqu’aux nuances les plus fugitives.
Concevant lentement le plan de ses ouvrages, elle les rédigeait ensuite avec une rapidité entraînante. L’effet tragique domine dans les situations de ses romans, qui relèvent d’une inspiration à la fois naïve et profonde. Hâtif, nullement travaillé, le style de son œuvre est celui d’une écrivaine qui a écrit au courant de la plume et sans art.
En dépit des critiques de certaines de ses semblables, dont Félicité de Genlis, qui se montra, surtout vers la fin de sa vie, la détractrice acharnée du mérite et du caractère même de Sophie Cottin, elle a fait, en son temps, l’objet d’une affection à peu près générale et obtenu pas moins de partisans à l’étranger, où elle a souvent été traduite et louée avec effusion. Lady Morgan, interprète enthousiaste de l’admiration anglaise pour Sophie Cottin, eut l’idée, pendant son voyage en France, d’aller visiter le séjour embelli par une femme dont elle garda pieusement la mémoire : « Lorsque j’arrivai en France, écrit cette dernière, elle aussi, dont je ne puis prononcer le nom que d’une voix attendrie et sans qu’une larme vienne mouiller ma paupière, la sublime, la tendre Sophie Cottin, douée du véritable génie de la femme, n’existait plus, et je ne trouvai que l’histoire de ses vertus là où je cherchais les traces de sa vie. C’est une des femmes dont les ouvrages ont eu le plus de succès en France et en Angleterre. Elle réunissait tous les suffrages, et sa simplicité modeste, ses qualités éminentes et ses douces vertus, contribuèrent beaucoup à les lui assurer ».
Lady Morgan voulut voir personnellement les bosquets verdoyants de cet ermitage de la vallée d’Orsay, où fut créé, dit-on, le caractère si brillant de Malek-Adhel. Mal renseignée sur le lieu précis, elle imagina de s’informer auprès d’un paysan, en lui rappelant une circonstance déplorable qui avait produit dans le pays une impression fort vive. Un jeune parent de Sophie Cottin, épris pour elle d’un amour violent, s’était tué d’un coup de pistolet aux alentours de son habitation. Bien que dépourvue de beauté et même de coquetterie, l’expression touchante de ses traits, le charme involontaire dans son air préoccupé et doucement rêveur, la mélancolie de son regard, et la sensibilité dans son accent, qui faisait qu’on ne pouvait la voir ou l’entendre sans intérêt aurait, en effet, inspiré diverses passions très profondes, dont certaines aboutirent, assure-t-on, au désespoir : son jeune parent, M. D…, se tua d’un coup de pistolet dans son jardin, et son rival sexagénaire et non plus heureux, M. M…, s’empoisonna, de honte, dit-on, d’éprouver une passion sans espérance, et trop peu en harmonie avec son âge.

## L’écriture féminine

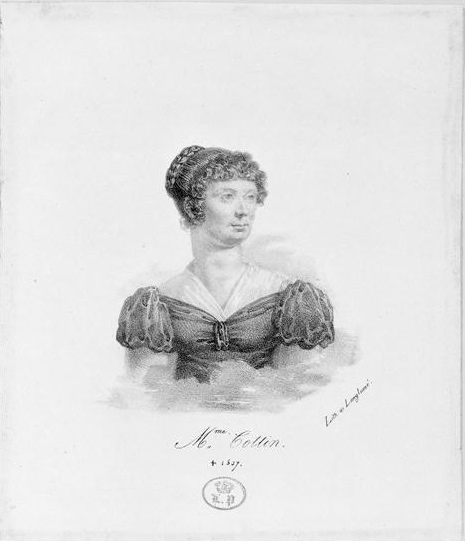
Pierre Langlumé, Mme Cottin, lithographie.

Singulièrement, l’opinion de Sophie Cottin était assez peu favorable aux femmes qui écrivaient. Quoique ayant beaucoup écrit elle-même, Sophie Cottin ne jugeait pourtant pas qu’une femme dût écrire. Sa censure était d’ailleurs empreinte d’une si parfaite bonne foi qu’elle s’en rendait elle-même l’irrémissible objet, se repentant toujours d’avoir publié des romans, surtout des romans de passion : « Lorsqu’on écrit des romans, disait-elle, on y met toujours quelque chose de son propre cœur : il faut garder cela pour ses amis. » Sophie Cottin avait traité un jour expressément cette question des femmes de lettres dans un chapitre de Malvina, avec des conclusions, sinon absolues, du moins fort restrictives. Même si ce passage fut supprimé, par la suite, par déférence pour des amis qui le taxèrent d’inconséquence, Sophie Cottin n’en garda pas moins un sentiment, tenant à d’intimes scrupules de conscience, qui était celui de sa vie entière. Elle craignait pour la femme engagée dans l’arène littéraire l’écueil du pédantisme ou du bel esprit, le danger de peindre soit la réalité de ses passions et de ses faiblesses, soit la prétention mal déguisée de ses vertus, et, en tout cas, d’étaler aux regards scrutateurs de la malignité, ainsi qu’un livre ouvert à toutes les pages, les plus secrets replis et les coins les plus dérobés de son cœur. Dans sa conviction, la mère de famille et l’épouse destinées à former des hommes ne pouvaient sans faillir prétendre à les amuser et à les distraire. En ce qui touche même les ouvrages d’une utilité réelle, il lui semblait que la mère s’occupant à disserter sur l’importance des devoirs faisait abandon des siens propres, et que, pour traiter à loisir de l’éducation, elle livrait ses enfants à des mains mercenaires. Elle admettait volontiers qu’une femme écrive à ses heures, par manière d’apaisement et de simple distraction, tout comme elle travaille à l’aiguille, peint une aquarelle ou joue du clavecin : encore exigeait-elle une entière indépendance, l’affranchissement nécessaire de tout lien étroit et rigoureux.

## Œuvres et correspondance
- Claire d’Albe, 4 vol., in-12, Paris, Maradan, 1800.
- Malvina, 4 vol., in-12, Paris, Maradan, 1800.
- Amélie Mansfield, 4 vol., in-12, Paris, Maradan, 1802.
- Mathilde ou Mémoires tirés de l’histoire des croisades, 6 vol., in-12, Paris, Giguet et Michaud, 1805.
- Élisabeth ou les Exilés de Sibérie, 2 t. en 1 vol., in-12, Paris, Giguet et Michaud, 1808.
- Œuvres complètes, 8 vol., in-12, Paris, Foucault, 1817.
- Œuvres complètes de Mme Cottin, 12 vol, Bellavoine, libraire, Paris, 1825.
- Sophie Cottin, Correspondance complète. Tome I Lettres de jeunesse (1784-1794), Huguette Krief et Mathilde Chollet (éd.), Paris, Classiques Garnier, coll. "Correspondances et mémoires", 2021. 450 lettres, table des matières en ligne.
- Sophie Cottin, Correspondance complète. Tome II Le cercle de Sophie Cottin (1794-1798), Huguette Krief et Mathilde Chollet (éd.), Paris, Classiques Garnier, coll. "Correspondances et mémoires", 2022. 332 lettres, table des matières en ligne.